# Спектральный индекс
Спектральный индекс в астрономии показывает зависимость потока излучения от частоты излучения. Пусть частота излучения равна {\displaystyle \nu }, поток излучения равен {\displaystyle S}, тогда спектральный индекс {\displaystyle \alpha } задаётся соотношением
{\displaystyle S\propto \nu ^{\alpha }.}
Заметим, что если поток не имеет вид степенного закона относительно частоты, то спектральный индекс является функцией частоты. Таким образом, спектральный индекс может быть определён как
{\displaystyle \alpha \!\left(\nu \right)={\frac {\partial \log S\!\left(\nu \right)}{\partial \log \nu }}.}
Иногда спектральный индекс определяют в терминах длины волны излучения {\displaystyle \lambda }. В таком случае спектральный индекс задаётся выражением
{\displaystyle S\propto \lambda ^{\alpha },}
для заданной частоты спектральный индекс определяется как производная:
{\displaystyle \alpha \!\left(\lambda \right)={\frac {\partial \log S\!\left(\lambda \right)}{\partial \log \lambda }}.}
В некоторых случаях рассматривают другой знак спектрального индекса:
{\displaystyle S\propto \nu ^{-\alpha }.}
Значение спектрального индекса может давать информацию о свойствах источника излучения. Например, если рассматривать положительный спектральный индекс, то значения от 0 до 2 в области радиоизлучения указывает на тепловое излучение, а более крутой отрицательный индекс указывает на синхротронное излучение.

## Спектральный индекс теплового излучения
В области радиодиапазона (низкие частоты), где закон Рэлея — Джинса является хорошим приближением формы спектра теплового излучения, интенсивность равна
{\displaystyle B_{\nu }(T)\simeq {\frac {2\nu ^{2}kT}{c^{2}}}.}
После логарифмирования  обеих частей выражения и взятия частной производной по  {\displaystyle \log \,\nu } получаем
{\displaystyle {\frac {\partial \log B_{\nu }(T)}{\partial \log \nu }}\simeq 2.}
Таким образом, в приближении Рэлея — Джинса спектральный индекс {\displaystyle \alpha \simeq 2}. При более коротких длинах волн спектральный индекс примет другое значение, поскольку приближение становится неприменимым. Вследствие простой зависимости потока излучения от температуры в приближении Рэлея — Джинса спектральный индекс в радиодиапазоне определяют из выражения
{\displaystyle S\propto \nu ^{\alpha }T.}